# Willoughby (Engeland)
Willoughby is een civil parish in het bestuurlijke gebied Rugby, in het Engelse graafschap Warwickshire met 398 inwoners.

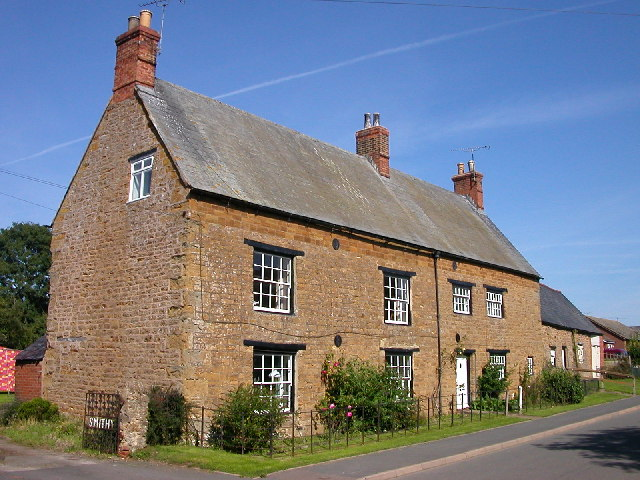
The Smithy aan Main Street
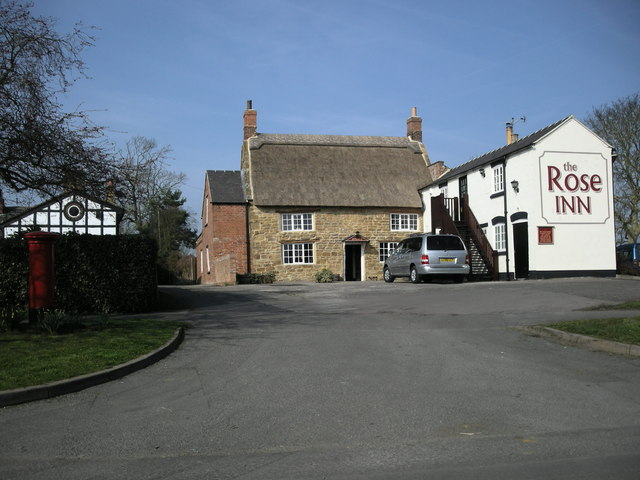
The Rose Inn